# 중동 (부산)
중동(中洞)은 부산광역시 해운대구의 법정동이다. 행정동으로는 중1동과 중2동으로 나뉜다.
우동과 같이 해운대해수욕장을 끼고있고 엘시티 뒤쪽으로는 가려진 마천루?가 형성되어있다. 또한 중1동의 일부는 해운대신시가지에 포함되는데 중동지하차도를 기준으로 동쪽은 해운대신시가지에 포함된다.

## 교통
- 해운대역
- 중동역

## 교육
- 해운대초등학교
- 동백초등학교
- 동백중학교

## 아파트
| 단지명                     | 건설사       | 시행사                        | 주소                          | 입주        | 비고 |
| -------------------------- | ------------ | ----------------------------- | ----------------------------- | ----------- | ---- |
| 해운대 롯데캐슬 마린       | 롯데건설     | ㈜백송종합건설                | 해운대구 중동2로34번길 29     | 2004년 10월 |      |
| 해운대 롯데캐슬 마스터 2차 | 롯데건설     | 롯데건설                      | 해운대구 좌동로63번길 46      | 2007년 10월 |      |
| 해운대 롯데캐슬 스타       | 롯데건설     | 하나자산신탁㈜ ㈜백송종합건설 | 해운대구 중동2로34번길 6      | 2020년 9월  |      |
| 해운대 엘시티 더샵         | 포스코이앤씨 | 엘시티피에프브이㈜            |                               | 2019년 11월 |      |
| 중동 경동메르빌            | 경동건설㈜   | 해운대맨션 재건축조합         | 해운대구 달맞이길65번길 12-12 | 2002년 10월 |      |
| 해운대신시가지 경동메르빌  | 경동건설㈜   | 경동건설㈜                    | 해운대구 해운대로774번길 30   | 2005년 9월  |      |
| 해운대 두산위브            | 두산건설     | ㈜용성건설                    | 해운대구 해운대해변로 349-25  | 2008년 2월  |      |
| 해운대 금호어울림          | 금호산업     | ㈜국도이엔씨                  | 해운대구 좌동순환로 480       | 2006년 10월 |      |

## 편의시설
- 골든튤립 해운대 호텔 & 스위트
- 이마트 해운대점
- 해운대해수욕장
- 해운대성당
- 해운대구청
- 해운대 영무파라드호텔